# Selva inundable

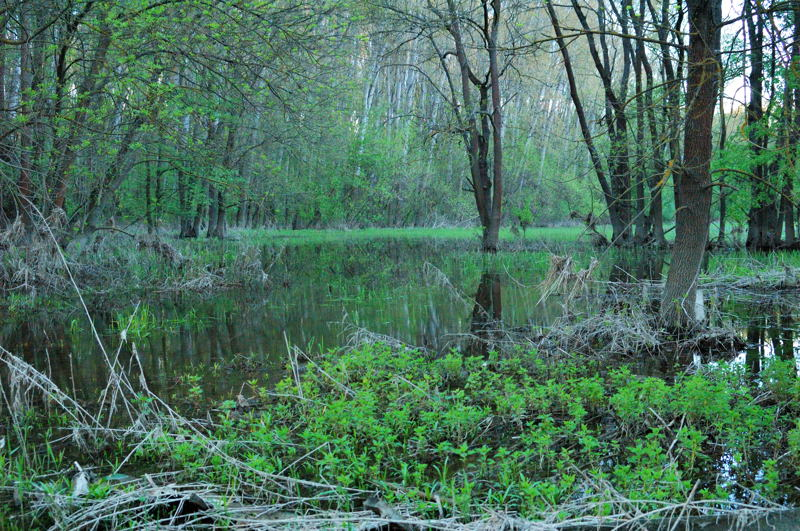
Bosque inundado

Los bosques pantanosos de agua dulce, o selva inundable, son bosques que se inundan con agua dulce, de forma permanente o estacional. Normalmente se encuentran a lo largo de los tramos inferiores de los ríos y alrededor de los lagos de agua dulce. Los bosques pantanosos de agua dulce se encuentran en varias zonas climáticas, desde las boreales a las templadas y subtropicales a las tropicales.
En la cuenca del Amazonas de Brasil, el bosque estacionalmente inundado se conoce como várzea, un uso que ahora se está generalizando para este tipo de bosque en el Amazonas (aunque generalmente se usa varzea deletreado en inglés). Igapó, otra palabra utilizada en Brasil para los bosques amazónicos inundados, también se usa a veces en inglés.
Los bosques de turberas son bosques pantanosos donde los suelos anegados evitan que los desechos leñosos se descompongan por completo, lo que con el tiempo crea una capa gruesa de turba ácida.

## Ecorregiones de bosques pantanosos de agua dulce

### África tropical
- Selva pantanosa del Congo oriental (República Democrática del Congo)
- Bosques pantanosos del Delta del Níger (Nigeria)
- Selva pantanosa del Congo occidental (República del Congo, República Democrática del Congo).

### Australasia
- Selvas de las tierras bajas del norte de Nueva Guinea y bosques pantanosos de agua dulce  (Indonesia, Papúa Nueva Guinea)
- Bosques pantanosos de agua dulce del sur de Nueva Guinea (Indonesia, Papua Nueva Guinea)

### Sur y Sudeste Asiático

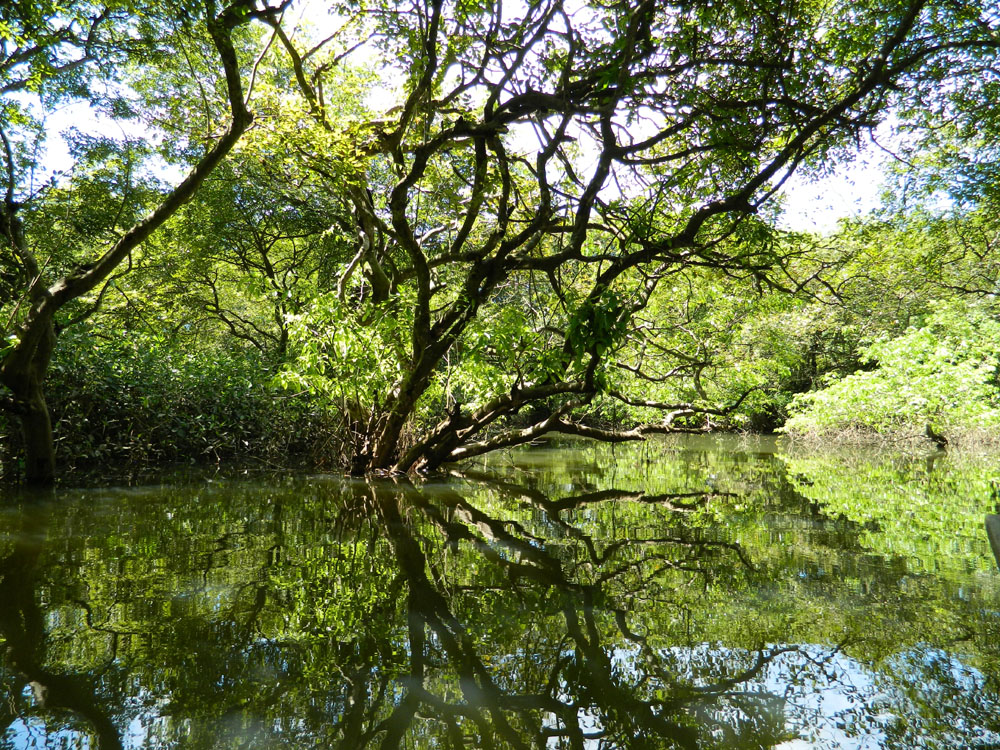
Bosque pantanoso de Ratargul en Gowainghat, Sylhet, Bangladés

- Bosques de turberas de Borneo (Brunéi, Indonesia, Malasia)
- Bosques pantanosos de agua dulce de Chao Phraya (Tailandia)
- Bosques pantanosos de agua dulce de Irrawaddy (Myanmar)
- Bosques pantanosos de turba de Malasia peninsular (Malasia, Tailandia)
- Bosque inundado de Ratargul (Bangladés)[1]
- Bosques pantanosos de agua dulce del Río rojo (Vietnam)
- Bosques pantanosos de agua dulce del suroeste de Borneo (Indonesia)
- Bosques pantanosos de turba de Tonle Sap-Mekong (Camboya, Vietnam)
- Bosque pantanoso de agua dulce Wathurana  (Sri Lanka)
- Pantano Myristica (India)
- Santuario de Aves Nelapattu (India)

### Neotrópico
- Bosque igapó Cantão (Brasil)
- Gurupa várzea (Brasil)
- Iquitos várzea (Bolivia, Brasil, Perú)
- Marajó várzea (Brasil)
- Monte Alegre várzea (Brasil)
- Bosque pantanoso del delta del Orinoco (Guyana, Venezuela)
- Pantanos de Centla (México)
- Bosques pantanosos de Paramaribo (Guyana, Surinam)
- Purus várzea (Brasil)